# On the Run
"On the Run" é a terceira faixa do álbum Dark Side of the Moon, de 1973, da banda inglesa Pink Floyd. É uma faixa instrumental que lida com as pressões da viagem (que Richard Wright disse que sempre lhe trouxeram medo da morte), e é uma peça baseada em um sintetizador da EMS, o Synthi AKS.

## Composição
A faixa é composta basicamente por uma seqüência de notas tocada em um sintetizador VCS3, e repetida diversas vezes com a adição de vários efeitos e de várias colagens.
Roger Waters, ao ver a sequência de notas tocadas por David Gilmour no sintetizador, achou o som muito bom e resolveu trabalhar nele, aumentando a velocidade, utilizando repetição e diversos efeitos. O resultado foi uma música totalmente futurista, uma espécie de previsão a música que estaria por vir nos anos seguintes. O ritmo acelerado, as batidas de coração e os sons futuristas dão um ar vanguardista à música, que é considerada um dos pontos altos do álbum.

## Versões antigas
Antigamente, "On the Run" era tocada em shows pré-Dark Side com o nome de "The Travel Section", que era, na verdade, um jamming, onde Gilmour e Wright apenas improvisavam juntos. O fato de a música ser, em termos, um espaço vago, uma ponte entre "Breathe" e "Time" deixava os integrantes insatisfeitos. A criação de "On the Run", como nós a conhecemos hoje, tapou esse espaço vazio com perfeição.